# Deutsche Überseewanderung
Als deutsche Überseewanderung wird die Emigration von Deutschen in Gebiete außerhalb des eurasischen Kontinents bezeichnet.

## Deutsche Überseewanderung bis 1945

### Situation im deutschen Sprachraum
Die frühen Auswanderungen nach Übersee fanden in einer Übergangsphase der europäischen Entwicklung statt, die zwischen dem Zusammenbruch der alten agrarischen Gesellschaft und dem Anbruch des modernen Industriezeitalters lag. Die europäische Überseewanderung des 19. und frühen 20. Jahrhunderts ist somit eng mit dem demographischen Übergang verknüpft.
Der erste namentlich genannte deutsche Auswanderer war Franz Daniel Pastorius, der in Verhandlungen mit William Penn 1683 die Einwanderungserlaubnis für eine Gruppe deutscher Siedler in Pennsylvania erwirkte. Zusammen mit 13 auf einem späteren Schiff nachgefolgten Krefelder Familien gründete und organisierte er die Siedlung Germantown, heute ein Vorort von Philadelphia.
Wegen religiöser Unterdrückung und einer großen Hungersnot verließen 1709 mehr als 10.000 Pfälzer ihre Heimat und bauten sich in Nordamerika eine neue Existenz auf. Von der Pfalz ausgehend breiteten sich bis zur Mitte des 18. Jahrhunderts Wanderungsbewegungen in großen Teilen Südwestdeutschlands aus. Gründe hierfür waren unter anderem eine Überbevölkerung, die in anderen deutschen Ländern erst zu Beginn des 19. Jahrhunderts eintrat.
Auslösender Faktor für dieses enorme Wachstum – das in ganz Europa auftrat – war vor allem eine Steigerung der landwirtschaftlichen Produktivität und das Fortschreiten der Industrialisierung. Auch der sanitäre und medizinische Fortschritt trug zu einer fallenden Sterblichkeitsrate bei. In ganz Europa korrelieren die hohen Auswanderungsquoten mit den etwa 20 bis 25 Jahre früher liegenden natürlichen Zuwachsraten.
Verbunden mit der wachsenden Bevölkerung in den deutschen Ländern war ein einsetzender Pauperismus (Massenarmut) und Arbeitslosigkeit. Damit waren die strukturellen Voraussetzungen für eine Emigration gegeben, und die Amerika-Auswanderung wurde seit der ersten Hälfte des 18. Jahrhunderts zu einer ständigen Erscheinung im Südwesten Deutschlands. Im 19. Jahrhundert griffen die Auswanderungen vom Südwesten über den Westen auch auf den Norden und Nordosten Deutschlands über, unter anderem die Auswanderung von Ostfriesland nach Amerika. Ursache hierfür waren die nach dem Wiener Kongress gelockerten bzw. später aufgehobenen Auswanderungsverbote.
Der Auswanderungsstrom schwoll jedoch erst nach 1820 stark an. Dies lag nicht allein an den stark wachsenden Geburtenüberschüssen, sondern auch am technologischen Fortschritt, der sich zum Beispiel in der Entwicklung von Dampfschiffen zeigte, und damit zu einer schnelleren und weniger gefahrvollen Atlantiküberquerung führte. Die nach Beendigung der Napoleonischen Kriege sichergestellte Auswanderungsfreiheit sowie Werbekampagnen von Landeignern in den Zielländern, von Reedern und Kapitänen, die an der Überfahrt verdienen wollten, verstärkten die Massenauswanderung. Die Emigranten selbst versuchten Angehörige und Freunde in die Neue Welt nachzuholen, wobei man hier von einer sogenannten Kettenmigration spricht. Als Attraktionen im Zielland bot sich den Emigranten freier Boden, freie Menschen, nationale Sicherheit und wirtschaftliche Unabhängigkeit verbunden mit einer bereits stattgefundenen Industrialisierung.
Die Auswanderungen des 19. und frühen 20. Jahrhunderts liefen in mehreren Phasen ab, die ziemlich genau mit langfristigen Bevölkerungswellen, also dem Wechsel von starken und schwachen Jahrgängen, übereinstimmen. Zusätzlich gesteuert wurden die Wanderungen von wirtschaftlichen und politischen Krisen. Zu nennen sind etwa die Missernten des Jahres 1846/47, der Amerikanische Bürgerkrieg zwischen 1861 und 1865. Die gründerzeitliche Blüte führte ab 1872 vorübergehend zu einem drastischen Nachlassen der Auswanderung aus dem Deutschen Reich. Um 1900 nahm die Überseewanderung aus Deutschland dann endgültig ab. Bedingt war dies durch das Ende der freien Landnahme in den Vereinigten Staaten zusätzlich zum Aufstieg der deutschen Industrie seit den 1870er Jahren.
| Auswanderung aus dem Deutschen Reich über Hamburg, Bremen, Antwerpen und (erst ab 1874 statistisch erfasst) Stettin |         |         |        |        |        |        |        |        |
| 1871 | 1872    | 1873    | 1874   | 1875   | 1876   | 1877   | 1878   | 1879   |
| 75.912 | 125.650 | 103.638 | 45.112 | 30.773 | 28.368 | 21.964 | 24.217 | 33.327 |

Die USA blieben jedoch während des gesamten 19. und beginnenden 20. Jahrhunderts das Hauptziel deutscher Emigranten. In der Periode von 1850 bis 1890 stellten die Deutschen sogar die größte nationale Einwanderergruppe. Von den 5,9 Millionen Menschen, die in der Zeit von 1820 bis 1928 nach Übersee gingen, wanderten 5,3 Millionen, d. h. fast neun Zehntel, in die USA, gegenüber nur 200.000 nach Brasilien, 145.000 nach Kanada (ab 1851) und 120.000 nach Argentinien (ab 1861). Noch geringer sind die Zahlen für Australien und Südafrika mit jeweils weniger als 50.000 Personen. In die deutschen Kolonien kamen bis 1913 sogar nur rund 24.000 Menschen aus dem Mutterland. Davon ging gut die Hälfte nach Deutsch-Südwestafrika, das als einzige deutsche Siedlungskolonie vorgesehen war.
Um 1930 wird die Wanderungsfreiheit des Einzelnen zum ersten Mal eingeschränkt. Die wichtigsten Einwanderungsländer entschlossen sich auf Grund der weltweiten Wirtschaftskrise zu einer stärkeren Immigrationskontrolle. Die US-amerikanischen Einwanderungsgesetze von 1921 (Emergency Quota Act) und 1924 (Immigration Act of 1924) hatten diese Entwicklung bereits einige Jahre zuvor eingeleitet, indem sie mit zulässigen Einwanderungsquoten nach Nationalitäten den Immigrationszuwachs einzudämmen versuchten. Dies wird dadurch ersichtlich, dass 1927 beispielsweise die Zahl der europäischen Wanderer nach Zielorten in Europa erstmals die nach transozeanischen übersteigt. Die innereuropäischen Wanderungen der 1920er und 1940er Jahre standen allerdings zu einem großen Teil in Verbindung mit politischen Veränderungen beziehungsweise waren eine Folge der beiden Weltkriege.

### Zusammensetzung der Auswanderer
Die Zusammensetzung der Auswanderer in demographischer und sozialer Hinsicht hat sich im Laufe der Zeit deutlich verändert. Es lassen sich drei Phasen unterscheiden:
1. Die Zeit bis etwa 1865, in der die Familienauswanderung selbständiger Kleinbauern und Kleinhandwerker zunächst aus dem Südwesten, später aber auch aus anderen Teilen Deutschlands dominierte: Wenn auch sehr viel mehr Männer (ca. 60 %) als Frauen auswanderten, so deutet der verhältnismäßig hohe Anteil von Kindern unter 10 Jahren (ca. 20 %) darauf hin, dass sich die Wanderungen nach Übersee nur zu einem kleinen Teil als Einzelwanderungen vollzogen hat und meistens ganze Familien ihre Heimat verließen.
2. Die Zeit von 1865 bis 1895, in der die Auswanderung unterbäuerlicher und unterbürgerlicher Schichten aus Norddeutschland einsetzte und sich die Einzelwanderung allmählich verstärkte: Anders als in der Phase zuvor übte nur noch ein geringer Teil der Auswanderer einen selbständigen Beruf aus, und der Anteil der Kinder ging stark zurück. Seit etwa 1890 machte die Auswanderung von Einzelpersonen den Hauptteil der Migrationsbewegung aus. Daran waren nicht mehr ausschließlich Männer, sondern in zunehmendem Maße auch Frauen beteiligt.
3. Die Zeit von 1895 bis 1914, in der die Familienauswanderung zu Ende ging und die Siedlungswanderung zu einer Arbeitswanderung wurde: Das Ende der Agrarkolonisation in den Vereinigten Staaten führte dazu, dass die überwiegend im Familienverband vorgenommene Auswanderung (mit dem Ziel, dort in der Landwirtschaft zu arbeiten) allmählich ausklang und an ihre Stelle die Emigration von Industriearbeitern trat. In der Zwischenkriegszeit stieg der Anteil der Einzelwanderung weiter an. Zwischen 1921 und 1928 waren zwei Drittel der Emigranten Einzelpersonen; 38 % von ihnen waren Frauen.

### Push- und Pullfaktoren
Für die deutsche Überseewanderung des 19. und frühen 20. Jahrhunderts lassen sich einige Push- und Pullfaktoren finden, die in Zusammenhang mit sozialen und wirtschaftlichen Veränderungen stehen. In den Realerbteilungsgebieten des deutschen Südwestens setzten sich aus dem 18. Jahrhundert Bevölkerungsvermehrung und Besitzzersplitterung fort. Diese Art des Vererbens war für den Süden Deutschlands typisch und bedeutet, dass der Besitz einer Familie unter den Erbberechtigten in gleich große Stücke aufgeteilt wird. Diese Aufteilung findet bei jedem Erbgang statt, so dass die Anzahl von Kleinstparzellen mit der Zeit ansteigt. Zusätzlich verbunden mit dem Auflösen der Grundherrschaft zu Beginn des 19. Jahrhunderts kam es zu einer weiteren Verschärfung der wirtschaftlichen Lage und einer zunehmenden Verschuldung der Zwergstellenbesitzer. Vor allem nach Missernten, wie zum Beispiel in den 1840er Jahren, waren die Kleinbauern meist gezwungen, ihren Hof zu verkaufen und in die Neue Welt auszusiedeln.
In Gebieten mit Anerbenrecht, d. h. dem Gegensatz zur Realerbteilung, bei dem an einen einzigen Erben vererbt und der Rest abgefunden wurde, führte diese Praxis auf der einen Seite zu einer Stärkung des Bauerntums. Auf der anderen Seite brachte dies aber für die unterbäuerlichen Schichten, d. h. den Erben, die abgefunden wurden, wirtschaftliche Nachteile mit sich. Konnten sich diese Leute mit Nebentätigkeiten wie Leinweberei oder Hollandgängerei (eine Art des Wanderarbeiters) noch finanziell über Wasser halten, so waren viele nach dem Fortfall dieser Erwerbsquellen zu einer Auswanderung gezwungen.
Im Nordosten Deutschlands kam es durch die Bauernbefreiung (bei der allmählich die persönlichen Verpflichtungen der Bauern gegenüber ihren Grundherren aufgelöst wurden) und Separation (Flurbereinigung) anfangs zu einem Landesausbau und einer landwirtschaftlichen Intensivierung, welche zunächst eine Vermehrung der von der Landwirtschaft lebenden Familien ermöglichte. Die Situation der Überbevölkerung trat damit erst mit einer Phasenverschiebung von etwa zwei Jahrzehnten in den 1860er und 1870er Jahren ein, nach der der Nordosten Deutschlands (insbesondere Westpreußen, Pommern und Posen) zum Auswanderungszentrum wurde. Einhergehend mit der Phasenverschiebung der Überbevölkerung ging auch eine Verschiebung der beruflichen und sozialen Stellung der Auswanderer. Bei diesen Emigranten handelte es sich überwiegend noch um unverheiratete, landwirtschaftliche Arbeiter und nicht mehr, wie in der Frühphase der Wanderungsbewegungen, um Kleinbauern und Gewerbetreibende mit ihren Familien.
Die Auswanderung der Menschen in der ersten Hälfte des 19. Jahrhunderts wurde jedoch nicht nur wegen der landwirtschaftlichen Probleme verursacht, sondern verstärkte sich zusätzlich durch den Rückgang des Heimgewerbes und die Überbesetzung des Handwerks als Folge der beginnenden Industrialisierung. In der zweiten Hälfte des 19. Jahrhunderts konnten die neu entstehenden Industriebetriebe mehr und mehr die „überzählige Bevölkerung“ aus anderen Wirtschaftsbereichen aufnehmen und damit die Auswanderungsneigung der Bevölkerung schwächen. Dass sich Deutschland allmählich zur größten Industrienation des Kontinents entwickelte, ist nicht zuletzt auch den Auswanderungen der Jahrzehnte zuvor zu verdanken. Dadurch wurde die deutsche Volkswirtschaft gerade von der Zahl Menschen befreit, denen sie keinen Arbeitsplatz bieten konnte.
Auch in der Zeit der wirtschaftlichen und politischen Umbrüche und Unsicherheiten wanderten viele Deutsche nach Amerika aus, das in diesen Jahren einen riesigen Wirtschaftsboom erlebte, in den Jahren der Weltwirtschaftskrise nach 1929 kam es zu einer erneuten Auswanderungswelle vor allem aus ländlichen Gebieten, aber da war die Einwanderung in die USA bereits aufgrund der hohen Arbeitslosigkeit und Armut im eigenen Land begrenzt worden.
Nach der Machtübernahme der NSDAP in Deutschland 1933 setzte die Judenverfolgung sowie eine vollständige Unterdrückung jeglicher Opposition ein. Menschen, die früh genug die Gefahr erkannten und über die nötigen finanziellen Mittel verfügten, verließen das Land. Zu ihnen zählten demokratisch gesinnte Politiker, aber auch eine große Zahl von Künstlern und Wissenschaftlern. Oft gab es Überschneidungen zwischen diesen Emigranten und den jüdischen Auswanderern, die mit 500.000 Personen die bei weitem größte Gruppe der Auswanderer im Dritten Reich darstellten.
Die Filmmetropole Hollywood profitierte immens vom Zustrom an kreativem Personal wie Produzenten, Regisseuren und Schauspielern. Der Filmklassiker Casablanca (1942) wurde beispielsweise fast ausnahmslos mit eingewanderten Schauspielern besetzt. Berühmte Emigranten waren zum Beispiel im 20. Jahrhundert der Naturwissenschaftler Albert Einstein, die Schriftsteller Thomas Mann und Bertolt Brecht, die Schauspielerin Marlene Dietrich, der Regisseur Billy Wilder, die während des Dritten Reiches Deutschland wegen des Nationalsozialismus verließen und in die USA emigrierten. Sie alle suchten in den USA Zuflucht vor der politischen Verfolgung durch die Nazis oder, auch im Falle der Intellektuellen, demokratische Strukturen und die Möglichkeit, sich frei zu äußern.

## Deutsche Überseewanderung nach 1945

### Nachkriegssituation
Nach Ende des Zweiten Weltkriegs stellte sich für Deutschland eine etwas andere Problematik dar. Die politischen und wirtschaftlichen Strukturen waren weitestgehend zusammengebrochen. Deutschland sah einer erneuten Überbevölkerung entgegen: viele Vertriebene, besonders aus den Ostgebieten, die infolge des Krieges heimatlos geworden waren, wanderten nach Deutschland und obwohl die Gesamteinwohnerzahl in den vier Besatzungszonen der von 1938 im Reichsgebiet entsprach, war das deutsche Staatsgebiet jetzt um ein Wesentliches kleiner. Auch Lebensmittelknappheit, der Wegfall von großen Agrargebieten, knapper Wohnraum (etwa ein Viertel war durch den Krieg zerstört) und vielfach fehlende Verdienstmöglichkeiten machten den Menschen zu schaffen.
Die Besatzungsmächte verboten unmittelbar nach dem Krieg jegliche Auswanderungen, um Kriegsverbrecher und Nationalsozialisten daran zu hindern, Deutschland zu verlassen; im Juli 1950 wurde dieses Verbot aufgehoben. Außerdem wollte man so einem Verlust von Arbeitskräften entgegenwirken, die dringend zum Wiederaufbau benötigt wurden. Zudem lehnten die meisten Länder nach dem Sieg über das Dritte Reich eine Aufnahme Deutscher ab.

### Entwicklungen in Deutschland und im Zielgebiet USA
Seit 1947 wurde erstmals wieder eine veränderte Haltung des Auslands bemerkbar und die Vereinigten Staaten erlaubten als erstes Land wieder die Einreise von deutschen Einwanderern. Es zog daher das Interesse von Auswanderungswilligen in besonderem Maße auf sich. Dies könnte auch damit zusammenhängen, dass viele Deutsche durch die Besatzungsmächte zum ersten Mal mit der englischen Sprache und der anglo-amerikanischen Lebensweise in Berührung kamen. Berichte des Statistischen Bundesamtes in Wiesbaden machen dies deutlich: in den 1950er Jahren wanderten 503.096 Personen in die Vereinigten Staaten aus. Die vergleichsweise hohen Zahlen der Amerikaauswanderung in den 50er Jahren rührt daher, dass viele Ostdeutsche in die USA flüchteten. Ihre wirtschaftliche Lage war gegenüber der restlichen Bevölkerung Deutschlands schlechter und sie profitierten weniger vom wirtschaftlichen Aufschwung. Zudem kamen viele dieser Flüchtlinge aus Berufen, für die in Deutschland kein Bedarf mehr bestand, wohl aber in den Vereinigten Staaten. Hierbei handelte es sich hauptsächlich um Industriearbeiter und Handwerker. Die schlechten wirtschaftlichen Bedingungen im Osten wirkten bei diesen Menschen also als Push-Faktor, die günstigen Beschäftigungsaussichten in Amerika als Pull-Faktor. Begünstigt wurde dies zusätzlich durch die Einwanderungspolitik der USA: in diesem Jahrzehnt wurden mehrere Gesetze erlassen, die deutschen Vertriebenen und Flüchtlingen die Einwanderung ermöglichten. Von besonderer Bedeutung war dabei ein Gesetz von 1950 in dem bestimmt wurde, dass den Volksdeutschen, d. h. den Heimatvertriebenen Flüchtlingen, die Überfahrtkosten von den Vereinigten Staaten finanziert wurden, was in vielen Fällen eine Auswanderung erst ermöglichte.
Die Zahl der Emigranten verringerte sich in den 1960er Jahren jedoch deutlich auf nur noch 284.349.
Gründe dafür sind unter anderem, dass es nach dem wirtschaftlichen Aufschwung der 50er Jahre zu einer ersten wirtschaftlichen Krise kam. Auf den ersten Blick mag dies als Push-Faktor des eigenen Landes erscheinen, der eigentlich eine Migration begünstigen sollte. Die Wirtschaftsentwicklung in den USA lief jedoch parallel, weshalb die Pull-Faktoren des Ziellandes hier nicht greifen.
Zum anderen erließ die Regierung der Vereinigten Staaten 1965 ein neues Einwanderungsgesetz, welches eine Quote von nicht mehr als 20.000 Einwanderern pro Land im Jahr vorsah. Waren 1969 noch 9.289 Amerikaauswanderer zu verzeichnen, so war 1975 der Tiefpunkt der Auswanderungsbewegung mit 5.154 Personen erreicht. In den 70er Jahren wanderten im Durchschnitt nur noch etwa 6.700 Deutsche pro Jahr in die Vereinigten Staaten aus.
Auch die nach den Vereinigten Staaten beliebtesten Auswandererländer der 50er Jahre, Kanada und Australien, in denen in dieser Zeit besondere Einwanderungsprogramme durchgeführt wurden, verzeichneten in den 60er Jahren sinkende Einwandererzahlen aus Deutschland. Während in den 50er Jahren 208.300 Deutsche nach Kanada einwanderten, waren es im darauf folgenden Jahrzehnt nur noch rund 56.500 und in den 70er Jahren rund 20.100 Deutsche. Nicht ganz so drastisch sanken die deutschen Einwandererzahlen nach Australien: Hierhin wanderten in den 50er Jahren 64.000 Deutsche aus, in den 60er Jahren sank diese Zahl auf rund 38.500 Personen und verringerte sich in den 70er Jahren noch einmal um die Hälfte auf rund 18.200 Personen.
Insgesamt war die Wanderungsfreudigkeit der Deutschen in den 70er Jahren mit durchschnittlich 54.400 Auswanderern deutlich zurückgegangen. In die Vereinigten Staaten wanderten in diesem Zeitraum weniger Deutsche aus als in den Jahren 1945 bis 1949 mit ihren erheblichen Wanderungsrestriktionen.
Das dürfte auf die starke wirtschaftliche Lage der Bundesrepublik zurückzuführen sein. Zudem brach Anfang der 1970er Jahre das Bretton-Woods-System zusammen, ein System fester Wechselkurse, das einen relativ hohen Dollarkurs festgelegt hatte. Der Dollar war seit Kriegsende überbewertet; die D-Mark und andere europäische Währungen unterbewertet. Wer eine Weile im Ausland arbeitete und dort viel sparte, konnte auf diese Weise relativ leicht wohlhabend werden. Als 1973 der Dollarkurs freigegeben wurde, bekam man für 1 Dollar 3,67 DM; binnen weniger Jahre fiel der Wechselkurs auf etwa 1:2 (also um fast die Hälfte).
Außerdem mochte das Bewusstsein in der Bevölkerung dafür gewachsen sein, dass das Schicksal der Länder heute so eng miteinander verbunden ist, dass eine Auswanderung nicht unbedingt vor den Folgen von Umweltkatastrophen, kriegerischen Auseinandersetzungen oder weltwirtschaftlichen Rezessionen schützt.

### Push- und Pullfaktoren
Wie eingangs schon erwähnt, verspürten viele Deutsche nach dem Ende des Zweiten Weltkriegs den Wunsch, Deutschland zu verlassen, da viele Teile nach dem Krieg zerstört waren, die Wirtschaft krankte und eine Überbevölkerung durch den Flüchtlingsrückstrom aus dem Osten drohte. Auch Lebensmittelknappheit und der Wegfall von großen agrarischen Flächen führte zu einem Push-Faktor. Demgegenüber stand Amerika als Land der ungeahnten Möglichkeiten und als Chance für einen Neuanfang. Amerika erlitt im Krieg keinerlei Zerstörungen, große Landflächen boten sich den Leuten und speziell der Bedarf an Fachkräften, vor allem in der Industrie, bewegte viele Menschen zu einer Auswanderung.

### Anteil der Geschlechter
Der Anteil der weiblichen Auswanderer war mit stets mindestens 60 bis über 70 % sehr hoch. Bis 1969 war ca. ein Viertel der weiblichen Einwanderer mit amerikanischen Staatsbürgern verheiratet, man spricht deshalb von „einwandernden Ehefrauen“. Die Zahl der einwandernden deutschen Ehemänner amerikanischer Bürgerinnen war im Vergleich dazu nie so hoch: bis 1959 waren es pro Jahr nur ca. 1,1 %, in den 60er Jahren ungefähr 2,1 % und in den 70er Jahren kam es zu einem Anstieg auf ca. 15,9 % pro Jahr.
Durch das amerikanische Einwanderungsgesetz von 1965 sanken die Gesamteinwanderungszahlen stark, und es kam zu einem prozentual starken Ansteigen der einwandernden Ehepartner. Eines der Ziele dieses Gesetzes war nämlich die Förderung der Zusammenführung. Bis heute bilden die einwandernden Ehepartner 50 % der gesamten deutschen Immigranten. Auch die Zahl der einwandernden Ehemänner stieg (prozentual wie auch absolut).
Die meisten einwandernden Frauen waren zwischen 20 und 29 Jahre alt. Die nächstgrößere Gruppe war die der 10- bis 19-Jährigen (durchschnittlich 15,8 %). 30 bis 39 Jahre alt waren im Schnitt 13,9 % der Frauen. Betrachtet man die Zeiträume zwischen 1954 und 1979, so waren zwischen 81,4 und 91,9 % Frauen nicht älter als 39 Jahre.
Von den einwandernden Männern waren zwischen 80,5 und 91,8 % unter 40 Jahre alt. In aller Regel emigrierten also jüngere Jahrgänge. Den Löwenanteil hatten hier die 20–39-Jährigen mit durchschnittlich 27,1 %. Danach die 30–39 Jahre alten Männer mit im Schnitt 16,2 % und die 10–19-Jährigen mit 14 %.
Den stärksten Anteil an der Gesamtbevölkerung hatten Kinder bis 9 Jahre mit durchschnittlich 30,8 %, für die natürlich die Eltern die Auswanderungsentscheidung trafen.

### Anteil der Berufe
Analog zur Altersstruktur und dem hohen Anteil der Ehefrauen lässt sich noch etwas beobachten: 61,9 % der Einwanderer übten keinen Beruf aus. Bei den arbeitenden Einwanderern waren am meisten Facharbeiter und Handwerker vertreten. Aber auch ein erstaunlich hoher Anteil (durchschnittlich 9,1 %) kam aus Berufen mit theologischer Ausrichtung. Sie konnten bis 1965 außerhalb der Quote einwandern und wurden so bevorzugt behandelt. Auch die traditionelle amerikanische Toleranz in Glaubensfragen mag zu den Entscheidungsgründen dieser Gruppe beigetragen haben. Stetig gefallen ist jedoch die Tätigkeit im Haushaltsbereich, da für viele diesem Beruf etwas „Dienstbotenmäßiges“ anhaftete. In den ersten Nachkriegsjahren war diese Art der Beschäftigung jedoch bei vielen Frauen populär, hatten sie doch eine Perspektive ohne nötige berufliche Qualifikation vor Augen. Mit dem Einwanderungsgesetz von 1965 wurden vor allem Facharbeiter und Spezialisten bevorzugt und es lässt sich auch eine wachsende Gruppe von Managern, Beamten und Vermögenden erkennen.
Wie stark die amerikanische Einwanderungsgesetzgebung seit 1965 die Familienzusammenführung förderte, zeigt der große Zuwachs der zahlenmäßig nicht limitierten Einwanderung. In diese Kategorie fielen Angehörige von amerikanischen Bürgerinnen und Bürgern. Sie stieg von 1966 mit 26,7 % im nächsten Jahr sprunghaft auf 54,2 % und in den nächsten Jahren bis weit über 70 %.